# Botanophila lobata
Botanophila lobata är en tvåvingeart som först beskrevs av Collin 1967.  Botanophila lobata ingår i släktet Botanophila och familjen blomsterflugor. Arten är reproducerande i Sverige. Inga underarter finns listade i Catalogue of Life.